# Mortimer Wheeler
 (mars 2023).
Pour les articles homonymes, voir Wheeler.
Sir Robert Eric Mortimer Wheeler, est un archéologue écossais (Glasgow, 10 septembre 1890- Londres, 22 juillet 1976), inventeur de la méthode de fouille dite « Méthode de Wheeler » ou de « Fouilles en carrés », qui est antérieure à la méthode de fouille en aire ouverte.

## Biographie
Wheeler naît à Glasgow en 1890 puis fait ses études à l'université de Londres.
En 1907 : Il obtient une bourse de l'université de Londres.
En 1912 : Rencontre Tessa Verney, sa future femme.
En 1913 : Décroche une bourse d'archéologie établie par l'université de Londres et la Society of Antiquaries of London.
En 1914 : Il se marie avec Tessa Wheeler, qui l'accompagne sur les chantiers de fouilles et qui sera sa collaboratrice.
Pendant la Première Guerre mondiale : Il est mobilisé à Londres en tant qu'instructeur d'officiers, puis va en Écosse et en Angleterre. Il part ensuite sur le front en France. Cette guerre le ralentit dans ses travaux d'archéologie.
En 1920, il est nommé directeur du Musée national du pays de Galles de Cardiff, avant de devenir conservateur du Musée de Londres de 1926 à 1944.
Durant sa carrière, il conduit de nombreuses fouilles en Grande-Bretagne, comme celles de Verulamium à St Albans, la colline-Fort de Maiden Castle (Dorset) et celle du fort romain de Segontium. Il utilise alors la méthode qui porte son nom.
Durant la Seconde guerre mondiale, il participe à la bataille d'El Alamein lors de laquelle il commande l'artillerie britannique.
En 1944, il prend sa retraite de l'armée. Il obtient le poste de directeur général de l'archéologie en Inde et fouille les sites de la vallée de l'Indus. Il poursuivra les fouilles sur les sites de Mohenjo-daro et de Harappa qui ont été découverts par John Hubert Marshall qui a été chargé des prospections en Inde de 1902 à 1928. À son retour d'Inde en 1948, Mortimer Wheeler est nommé professeur à l'Institut d'archéologie de l'université de Londres nouvellement créé, et atteint une certaine notoriété grâce à ses livres et à ses prestations radiophoniques ou télévisuelles, qui font découvrir l'étude du passé à un large public. Il est fait chevalier en 1952 pour services rendus à l'archéologie.

## La méthode Wheeler
Cette méthode se caractérise par un découpage du terrain en carrés de 5 mètres de côté - cela peut être un peu plus selon les cas. Ces carrés sont ensuite fouillés en laissant sur deux des côtés des bermes, dès le niveau de sol actuel, et qui pourront donc atteindre plusieurs mètres si le niveau de sol le plus bas est profond.
Cette technique permet de garder une trace constante, pendant la durée des fouilles, de toute la stratigraphie du terrain et cela en ayant un découpage important du terrain. Elle permet d'enregistrer en plan et en altitude toutes les découvertes. Elle permet aussi de mieux gérer et contrôler le personnel de fouille[réf. souhaitée]. Cette technique est de moins en moins pratiquée en Europe pour des raisons de sécurité mais surtout parce que, dans la très grande majorité des cas, elle est remplacée par la technique en aire ouverte qui est une évolution. Elle reste toutefois pratiquée en Asie, en Chine et en Inde notamment.
Dans la préface de la première traduction française d’Archaeology : From the Earth de Sir Mortimer Wheeler en 1989, Paul Courbin, directeur d’études à l’École des hautes études en sciences sociales et directeur du Bureau d’Études et Méthodes Archéologiques signale avec ironie l'incompréhension générale avec laquelle fut traitée en France la méthode Wheeler.
Beaucoup vont tomber de leur haut. Ils apprendront que Wheeler n’avait pas fixé une fois pour toutes l’orientation du quadrillage, les dimensions des sondages, l’épaisseur des bermes : pour lui, elles devaient varier selon les sites. Ils découvriront avec stupeur que Wheeler admettait, pour la fouille d’une construction régulière (comme une villa), une adaptation de sa méthode. Ils ne seront pas au bout de leurs surprises : contrairement à ce qu’on leur avait toujours fait croire, c’est Wheeler qui disait – bien avant ses détracteurs, qui s’attribuaient cette « découverte » - que les bermes doivent être fouillées dès qu’un niveau général est atteint, afin d’en donner une vue d’ensemble. Est-ce possible ? Et Wheeler préconisait –non, cela, ils refuseront de le croire, on les a tellement assurés du contraire- les grandes fouilles extensives. 

Cette traduction arrivait alors « à point » dans une période où l'héritage de l'archéologue anglais faisait polémique et était, en France, très critiqué.

## Ouvrages

### Versions originales
- (en) Archaeology From the Earth, Oxford, Clarendon Press, 1954 (lire en ligne)
- (en) Rome beyond the imperial frontiers, Londres, G. Bell and sons, 1954
- (en) Still digging : interleaves from an antiquary's notebook, Londres, Michael Joseph, 1955 (lire en ligne)
- (en) Hill-forts of Northern France, Londres, Society of Antiquaries, 1957 (lire en ligne)
- (en) Early India and Pakistan, Londres, Thames and Hudson, 1959 (lire en ligne)
- (en) The Indus Civilization : Supplementary Volume to the Cambridge History of India, Londres, Cambridge University Press, 1962
- (en) Roman Art and Architecture, Londres, Thames and Hudson, 1964 (lire en ligne)
- (en) Civilizations of the Indus valley and beyond, Londres, Thames and Hudson, 1966 (lire en ligne)
- (en) The British Academy, 1949-1968, Oxford University Press, 1970

### Traduction en français
- L'Art romain [« Roman art and architecture »]  (trad. Theia Ross), Paris, Larousse, 1965, 250 p.
- L'Afrique romaine en couleurs [« Roman Africa in colour »]  (trad. Michel Deutsch), Grenoble, Arthaud, 1966, 160 p.
- L'Inde ancienne des origines à Açoka [« Early India and Pakistan to Ashoka »]  (trad. Frédéric Mézières), Paris, Arthaud, 1966, 247 p.
- Archéologie : la voix de la terre [« Archaeology From the Earth »]  (trad. Myriame Morel-Deledalle et Annie Pralong, préf. Paul Courbin), Aix-en-Provence, Edisud, 1989, 255 p. (ISBN 9782857444305)